# Locomotiv GT
Locomotiv GT, скраћено LGT (надимак Локси), један је од најутицајнијих бендова мађарске рок музике. У имену групе ГТ означава Гран Турисмо, што се односи на дуго путовање пред члановима бенда. Порекло истоименог симбола LGT-а није разјашњено: стилизована парна локомотива пратила је судбину бенда током целе каријере, појављујући се на насловницама албума (један од њих носи име 424 - Mozdonyopera) и на његовом опроштајном концерту на западу Будимпеште чланови станице и довели на правом пароброду.

## Историја композиције

### Почеци (1971-1973.)
LGT је званично основан 6. априла 1971. у Будимпешти. Његови оснивачи су већ били познати и успешни музичари, предвођени Габором Прессером, композитором и клавијатуристом који је раније свирао у бенду Омега. Из Омеге су такође стигли бубњар Јожеф Лаукс и његова супруга Ана Адамис, текстописац, „пети члан ЛГТ-а“ и стални Пресер-ов сарадник. Бас гитару свирао је Кароли Френреисз, који се већ прославио у групи Метро, а соло гитару свирао је бивши члан мађарске групе Тамас Барта.

## Дискографија

### Албуми на мађарском
- Locomotiv GT (1971)
- Ringasd el magad (1972)
- Bummm! (1973)
- Mindig magasabbra (1975)
- Locomotiv GT V. (1976)
- Zene – Mindenki másképp csinálja (1977)
- Mindenki (1978)
- Loksi (1980)
- Locomotiv GT X. (1982)
- Ellenfél nélkül (1984)
- 424 – Mozdonyopera (1997)
- A fiúk a kocsmába mentek (2002)